# Funyido
Funyido (auch Fugnido geschrieben; Äthiopische Schrift: ፉኝዶ Fuñədo) ist eine Ortschaft in der Region Gambela im Westen Äthiopiens. Innerhalb Gambelas gehört sie zur Woreda Gog, die in der Zone 2 oder – neueren Dokumenten der Zentralen Statistikagentur Äthiopiens zufolge – in der Agnewak-Zone (benannt nach der Volksgruppe der Anyuak) liegt.
Der Ort liegt am Fluss Gilo und ist seit Ende der 1980er Jahre Standort eines Flüchtlingslagers.

## Bevölkerung
Nach Angaben der Zentralen Statistikagentur für 2005 hatte Funyido 2.832 Einwohner.
1994 lag die Einwohnerzahl offiziell bei 1.647. Die größte ethnische Gruppe waren die Anyuak (77,29 %), gefolgt von den aus dem Hochland stammenden Amharen (7,41 %), Oromo (7,41 %), Tigray (4,98 %) und Gurage (2,19 %, inkl. Soddo und Silt’e); 0,73 % gehörten anderen ethnischen Gruppen an.

## Flüchtlingslager
Infolge des Bürgerkrieges im Südsudan flohen in den 1980er Jahren zahlreiche Südsudanesen in den Westen Äthiopiens. Bei Funyido entstand ein Flüchtlingslager, dessen Einwohnerzahl diejenige des Ortes um 1989 bei weitem überstieg. Im Juni 1990 lebten einer konservativen Schätzung zufolge rund 76.000 Flüchtlinge, größtenteils von der Volksgruppe der Dinka, in Funyido. Nach Angaben von 1988 waren 94,6 % davon männlich, einen großen Anteil machten unbegleitete Minderjährige aus. Viele Jungen hatten ihre Angehörigen bei Angriffen oder auf der Flucht verloren. Andere wurden von der südsudanesischen Rebellenarmee SPLA angeworben, die Eltern und Kindern versprach, dass sie in Äthiopien Bildung bekommen würden. Die SPLA – die mit Duldung des äthiopischen Mengistu-Regimes Militärbasen in der Region unterhielt und die Flüchtlingslager betrieb – rekrutierte in den Lagern von Funyido, Itang und Dima Kindersoldaten.
Nach dem Sturz Mengistus 1991 evakuierte die SPLA das Lager, und ein Großteil der Flüchtlinge begab sich nach Pochalla an der Grenze.
Später wurde das Lager wieder eröffnet. Im November 2002 wurden bei Konflikten zwischen ethnischen Gruppen 42 Menschen getötet. Zu dieser Zeit lebten laut UNHCR neben Dinka auch Nuer, Anyuak und kleinere Minderheiten von Schilluk, Nuba und Menschen aus der Äquatoria-Region im Lager.
Seit dem Abschluss des Friedensabkommens für den Südsudan 2005 kehrten Tausende Bewohner in den Sudan zurück. Allerdings verbleiben laut einer Angabe von 2009 rund 20.000 in Funyido, da es hier Nahrungsmittel, Schulen und medizinische Versorgung gibt, während im Südsudan die Bildungs- und Gesundheitsinfrastruktur minimal bleibt und Armut und Hunger verbreitet sind.